# FORG1VEN
Konstantinos Tzortziou (Grècia, 23 de juliol de 1992) més conegut com a FORG1VEN, (pronunciat /fə(r)ɡɪv(ə)n/, Forgiven), és un jugador professional del videojoc multijugador en línia en camp de batalla League of Legends nascut a Grècia. La seva època àlgida va ser jugant en la posició d'"ADC" en l'equip d'H2K de League of Legends, acabant en la tercera/cuarta psoció del Mundial de League of Legends del 2016. Actualment s'ha retirat de l'escena, deixant la porta oberta a un possible retorn. FORG1VEN es va fer conegut primer com a jugador de tornejos de Counter-Strike i posteriorment va adoptar League of Legends com el seu joc principal.
Konstantinos és conegut conegut entre els espectadors de les lligues professionals com un dels millors AD Carry, tant estadísticament com gràcies als elogis que la seva habilitat mecànica collita per part d'analistes i comentaristes professionals. És també un àvid jugador de títol de Blizzard, Overwatch, sent un dels convidats al campionat mundial d'aquest joc